# Piazza della Libertà (Florence)
La Place de la Liberté de Florence (en italien: piazza della Libertà) se trouve à l'extrémité nord du centre historique de Florence. Elle a été construite au XIXè siècle dans le cadre des travaux sur la création des Viali di circonvallazione, les boulevards périphériques de Florence.

## Histoire et architecture
Un espace autour de la Porta San Gallo existe depuis le XIVe siècle et s'appelait la piazza di Porta San Gallo. Cet espace était été très limité en raison de la présence d'un fossé défensif.
La première transformation a eu lieu en 1738, quand a été érigé l'Arc de Triomphe pour célébrer l'arrivée des Lorraine à Florence, après l'extinction des Médicis.
En 1865, la place a été perturbée par la démolition des fortifications, et a été reconstruite par Giuseppe Poggi entre 1865 et 1875, créant l'actuelle place elliptique entourée de bâtiments de style similaire, caractérisé par des arcades, dans un décor sobre de style classique. Au centre était placé un jardin englobant la vieille Porte San Gallo et l'Arc de Triomphe, séparés par une fontaine avec un bassin. Ont été plantés tout autour de grands arbres, qui donnent de l'ombre et séparent le jardin du trafic des voies alentour.
Au XIXe siècle, la place a été nommée Camillo Cavour. En 1930 le nom a été changé (il y a déjà une via Cavour) et est devenue la piazza Costanzo Ciano, l'amiral du régime; de nouveau en 1944, le nom a été modifié en Piazza Muti. C'est seulement en 1945 que le nom actuel de place de la Liberté a été attribué.
Sur le côté nord-ouest de la place se trouve le palazzo du groupe Fondiaria-SAI; il était le site historique de "La Fondiaria Assicurazioni", avant sa constitution.

## Parterre
Plus complexe est l'histoire du Parterre, qui ferme le côté nord de la place. Comme son nom l'indique, c'était un jardin à la française voulu au XVIIIè siècle par le grand-Duc Pietro Leopoldo. Poggi ne l'a pas touché lors de l'aménagement de la place, mais en 1922, l'architecte Enrico Fantappié y a érigé le palazzo delle Esposizioni, qui était le principal centre de commerce de la ville jusqu'à la création du parc des expositions de la Forteresse de Basso. Du palazzo originel ne subsiste qu'une partie sur la gauche, car à l'occasion de la Coupe du Monde de Football de 1990, ont été construits un grand parking souterrain et un pôle polyvalent pour accueillir des événements culturels tels que des concerts, des projections, des présentations de livres, etc.

## Images

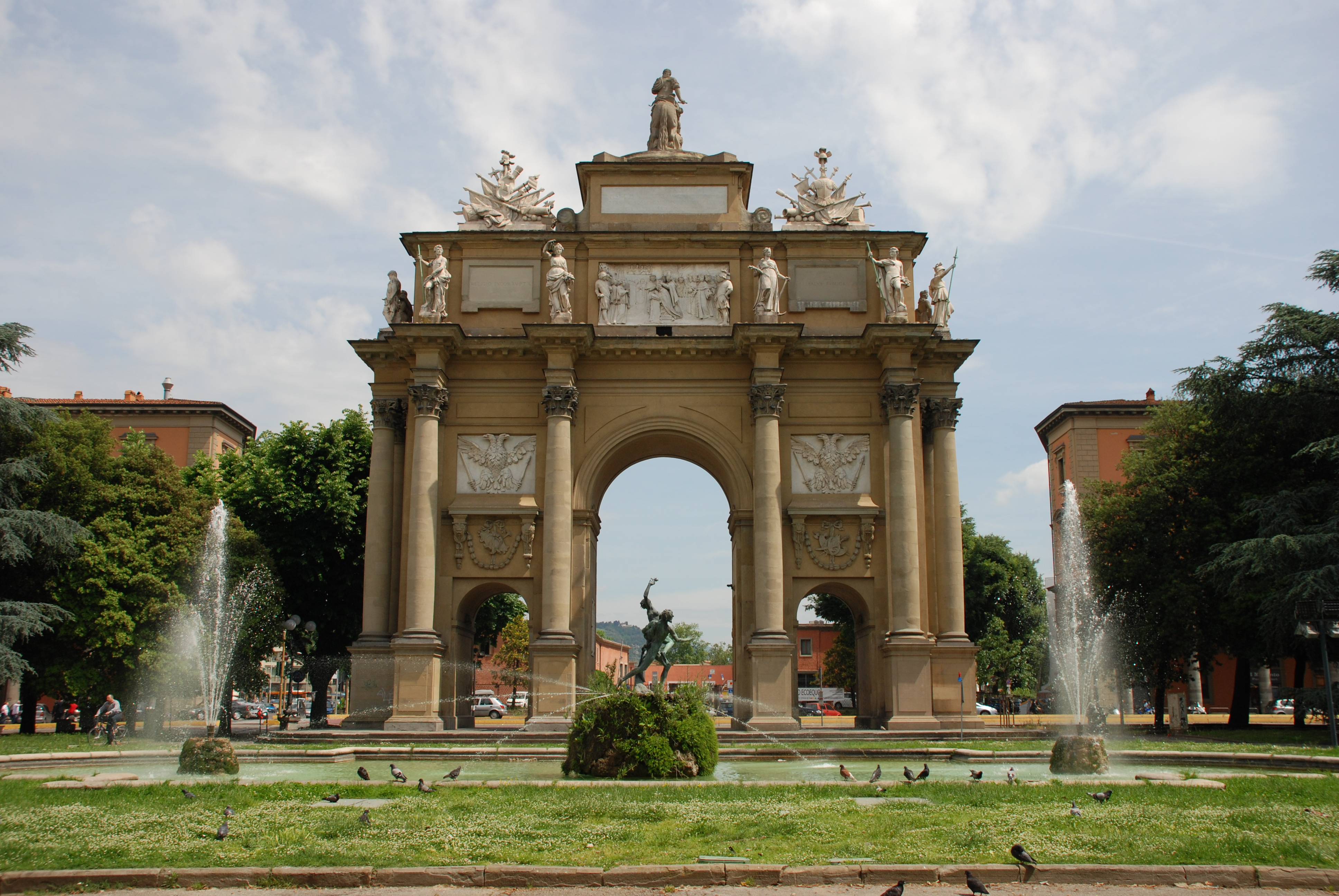
L'arc de Triomphe vu de Porta San Gallo
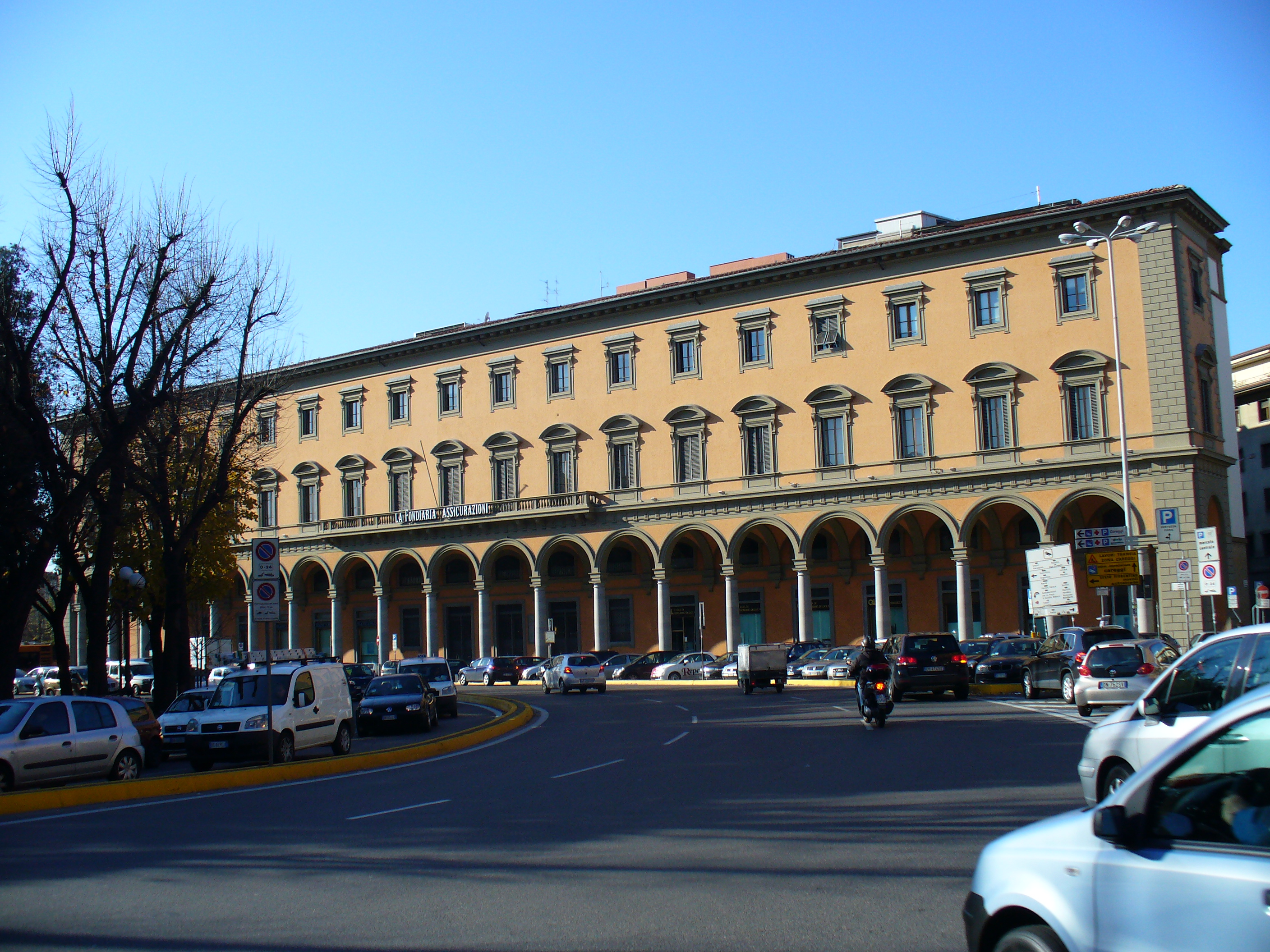
Palazzo Fondiaria Sai
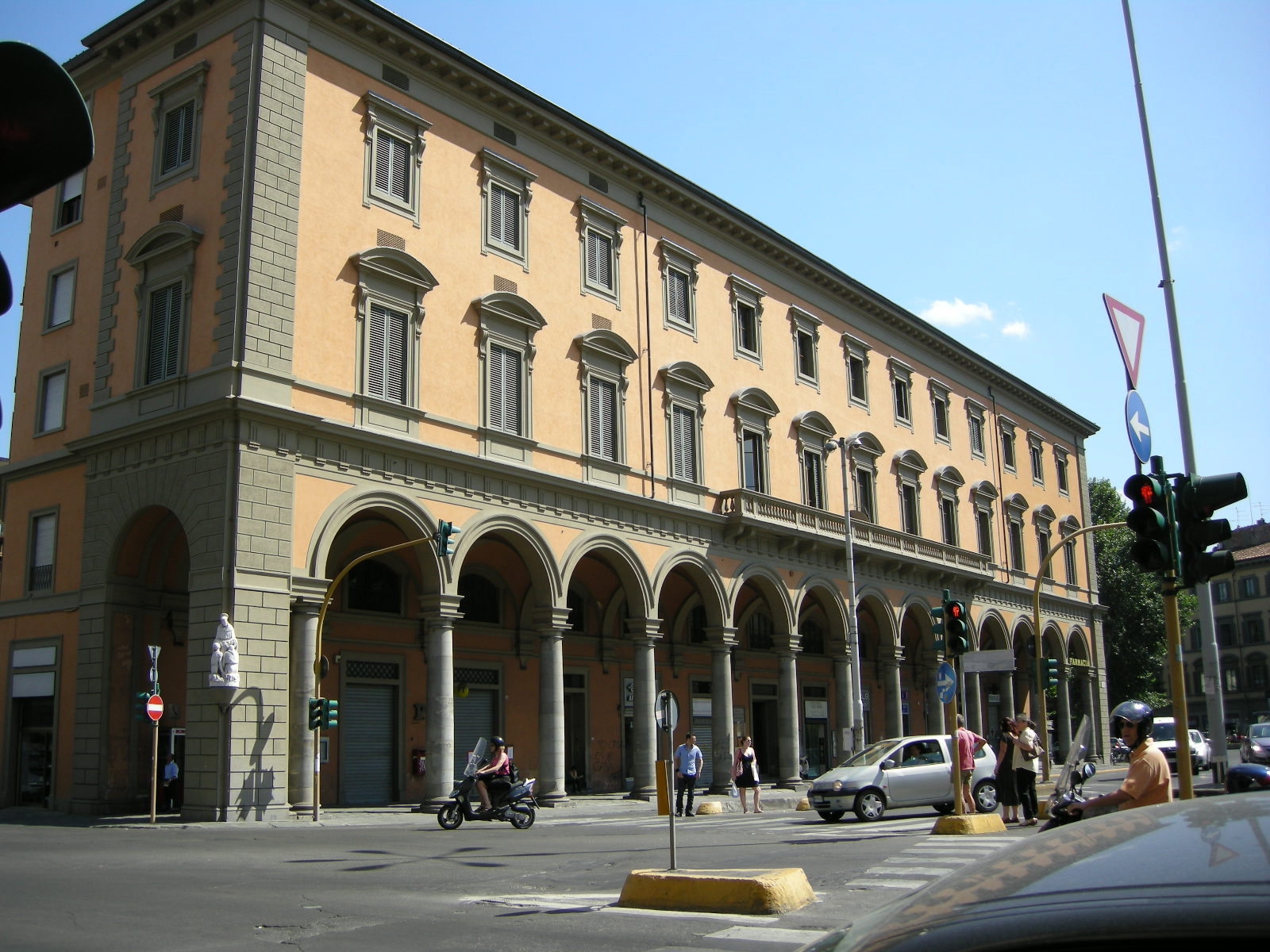
Les portiques
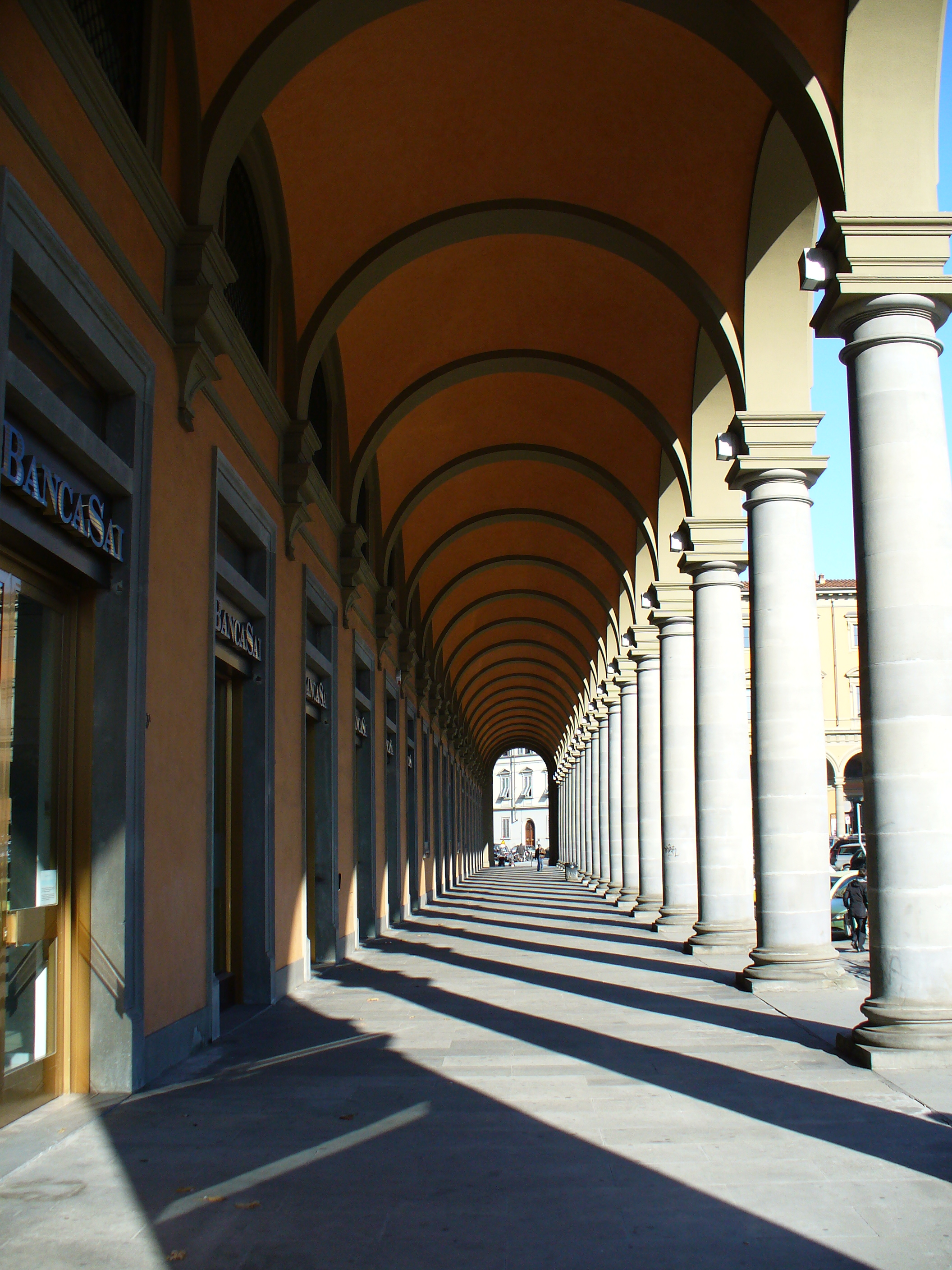
Les arcades du Palais de la Fondiaria
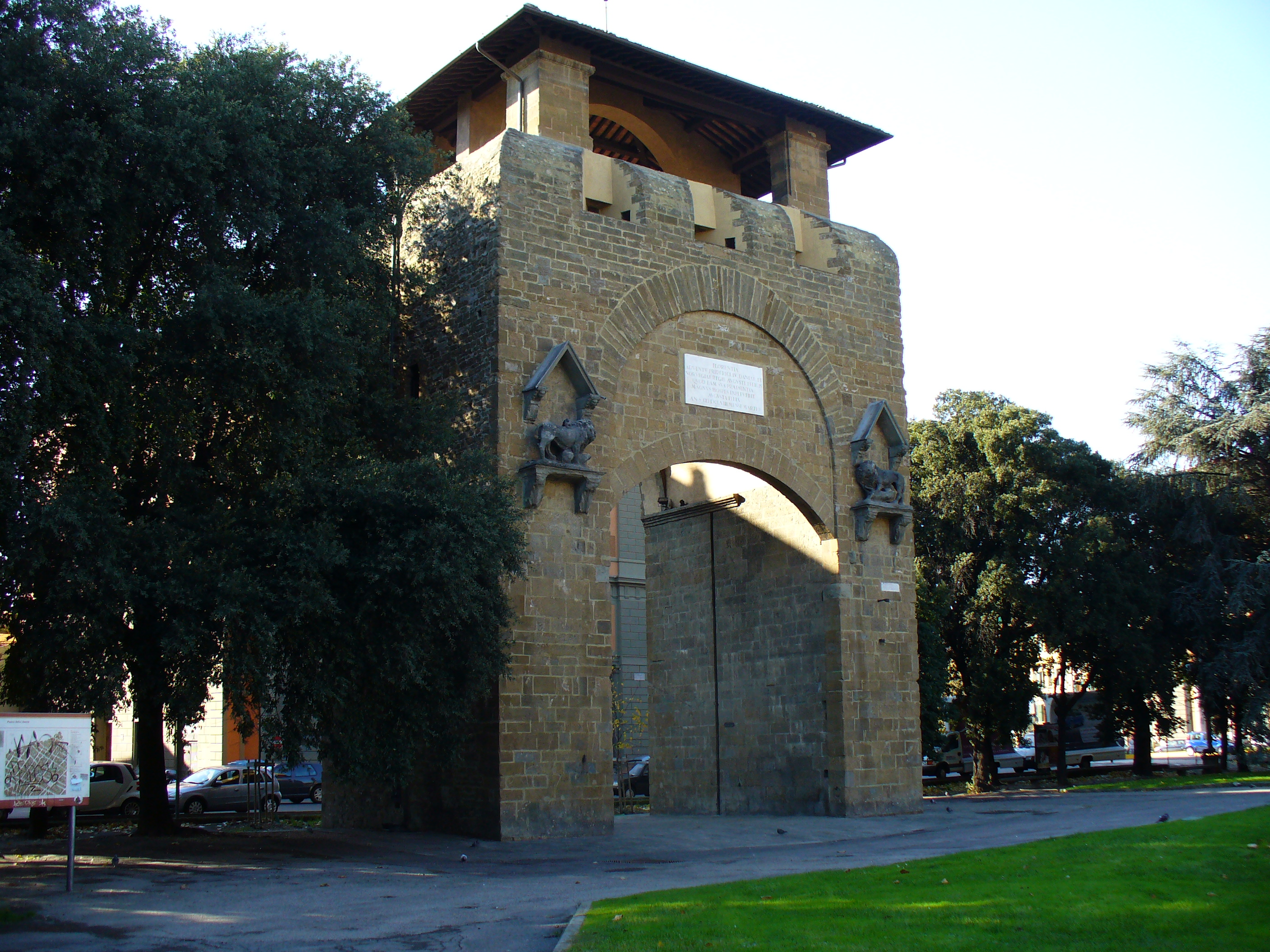
L'ancienne Porte San Gallo
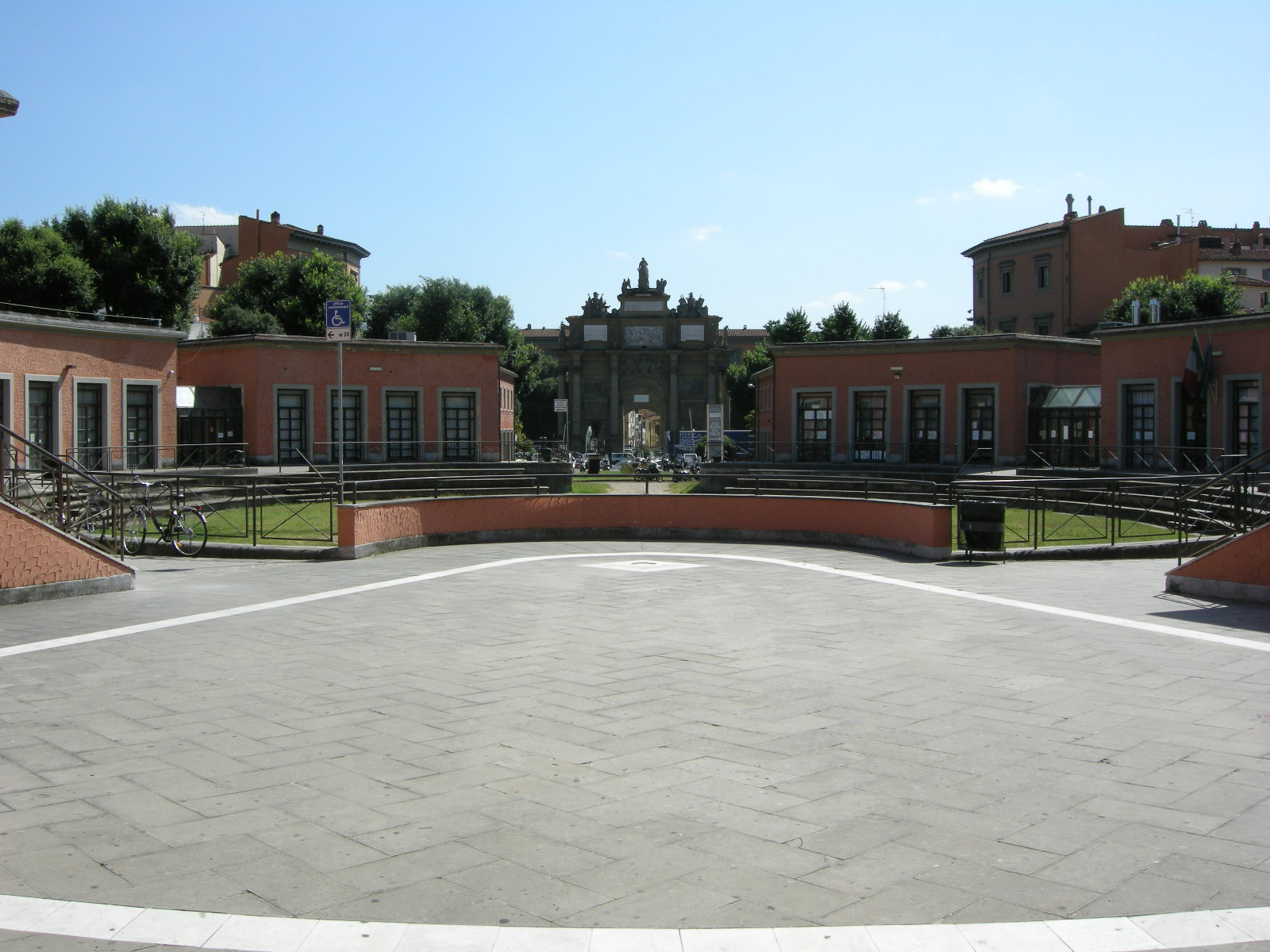
Parterre

## Autres projets
- VIAF